# Малый Кизак
Малый Кизак — река в России, протекает в Мокроусовском районе Курганской области. Устье реки находится в 50 км по правому берегу реки Кизак у села Крепость. Длина реки составляет 17 км.

## Данные водного реестра
По данным государственного водного реестра России относится к Иртышскому бассейновому округу, водохозяйственный участок реки — Тобол от города Курган до впадения реки Исеть, речной подбассейн реки — Тобол. Речной бассейн реки — Иртыш.
Код объекта в государственном водном реестре — 14010500412111200002500.

## Населённые пункты
- с. Карпунино
- д. Жиляковка